# Tillandsia circinnatioides
Tillandsia circinnatioides är en gräsväxtart som beskrevs av Eizi Matuda. Tillandsia circinnatioides ingår i släktet Tillandsia och familjen Bromeliaceae. Inga underarter finns listade i Catalogue of Life.